# Tomáš Zmeškal

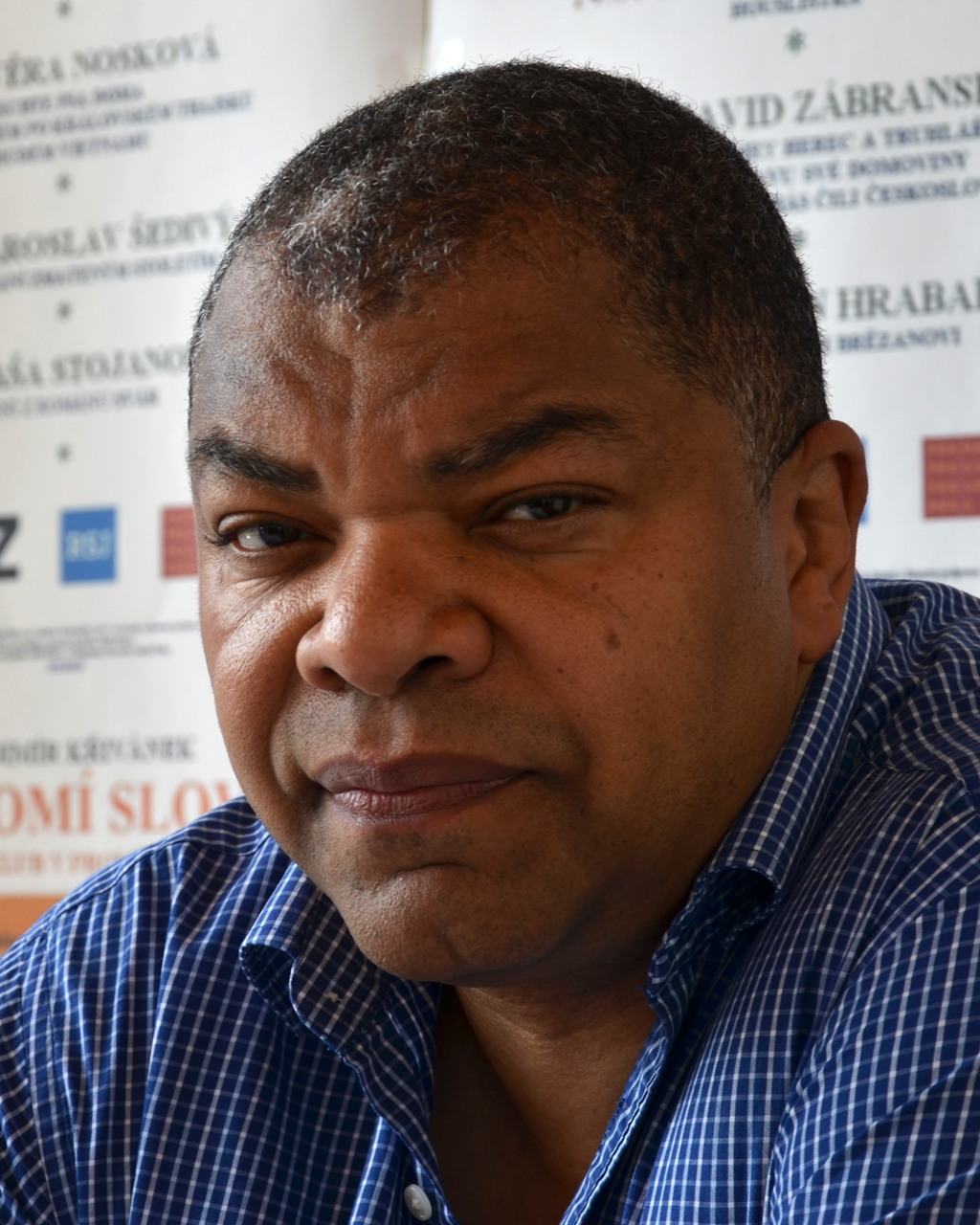
Tomáš Zmeškal (2017)

Tomáš Zmeškal (* 1966 in Prag) ist ein tschechischer Schriftsteller.

## Leben
Zmeškal spielte in den 1980er-Jahren für einige Zeit in der Band Psí vojáci. 1987 ging er nach London und studierte Anglistik am King’s College, das er 1995 absolvierte. Nach seiner Rückkehr arbeitete er als Assistent an der Karls-Universität sowie als Englischlehrer. Seit 2013 lehrt er an der Universität für kreative Kommunikation in Prag.

## Werke
- Milostný dopis klínovým písmem, 2008
- Životopis černobílého jehněte, 2009
- Sokrates na rovníku, 2013

## Auszeichnungen und Nominierungen
- 2009: Josef-Škvorecký-Preis für Milostný dopis klínovým písmem
- 2011: Literaturpreis der Europäischen Union für Milostný dopis klínovým písmem
- 2012: Finalist des Mitteleuropäischen Literaturpreises Angelus für Milostný dopis klínovým písmem in der polnischen Übersetzung